# Premio Esquío de poesía
El Premio Esquío de poesía es un premio de poesía organizado por la Sociedad de Cultura Valle-Inclán de Ferrol desde 1981. Hasta 2007 fue sufragado por Caixa Galicia a través de su Fundación, contando con dos de los premios económicos más cuantiosos de España para certámentes de poesía. Desde la edición de 1985 cuenta con dos convocatorias diferentes, una en gallego y otra en español, cada una dotada con un premio en metálico y la publicación de la obra en la Colección Esquío de poesía. Pocos años después de la primera convocatoria se constituyó un accésit en cada uno de los apartados. En 2007 la Fundación Caixa Galicia retiró el apoyo económico al premio, obstaculizando su convocatoria. La Sociedad consigue, a finales de ese mismo año, involucrar al Consejo de Ferrol, y publica las bases para el año 2008, aumentando también levemente la dotación económica.

## Ganadores del Premio Esquío de poesía
2008
- Melancolía líquida da idade das vacas, Xavier Lama
- Accésit: Amebas, Xosé Luis Mosquera Camba
- En castellano: El lamento de las praderas, Miguel García-Posada
- Accésit: La mirada secuestrada, Eugenio Maqueda Cuenca

2006
- Casa pechada, Luz Pichel
- Accésit: Tigres como Fausto con ollos de brumas, Xavier Lama
- En castellano: Veintiocho cantos augurales, José Luís Giménez-Frontín

2005
- Ollos de ámbar, Martín Veiga
- Accésit: Sete vagas, Rafael Lema
- En castellano: Un libro difícil, Miguel Ángel Curiel

2004
- Días no imperio, Daniel Salgado
- Accésit: O que ardeu nos espellos, Carlos Penela
- En castellano: Fragmentos de un diario desconocido, Noni Benegas
- Accésit: Desecación de la alegría, Miguel Sánchez Robles

2003
- Desilencios, Maite Dono
- Accésit: A última bengala, Óliver Escobar
- En castellano: El hombre de cristal y otros poemas, Luis Artigue

2002
- Fálame, Antón Lopo
- En castellano: La lluvia en los relojes, Ramón Sanz
- Accésit: Mercuriales, Ana Sofía Pérez-Bustamante

2001
- Lámpada e medusa, Manuel Forcadela
- Accésit: (nós, as inadaptadas), María do Cebreiro
- En castellano: Si alguien no escribe un verso, Adolfo Zutel

2000
- O rumor do distante, Cesáreo Sánchez Iglesias
- Accésit: Luces de N. Y., Rafael Lema
- En castellano: Entrada para la vida, Fermín Heredero

1999
- Pan (Libro de ler e desler), Estíbaliz Espinosa
- Accésit: En atalaia aberta, Marta Dacosta
- En castellano: Peña , Alberto Porlán

1998
- Catálogo de velenos, Marilar Aleixandre
- Accésit: Colección de cinza, Beatriz Quintela
- En castellano: Como un árbol, Leonardo Hernández Cala

1997
- Corazón de segundas partes, Ignacio Chao
- Accésit: Equinoccio de primavera, Miro Villar
- En castellano: Donde no cabemos, Javier González

1996
- Permiso para o corso, Xosé Miranda
- Accésit: Ardora, Lino Braxe
- En castellano: Quebrada Luz, Manuel Rico

1995
- Umbral de Vida, Xavier Seoane
- Accésit:Sonetosfera, Xosé Miranda
- En castellano: Ensayo general, Francisca Aguirre

1994
- Rigorosamanete humano, Manuel Álvarez Torneiro
- Accésit: Varias, Ana Baliñas
- En castellano: El cantor de boleros, Manuel Jurado López

1993
- Poldros de música, Xesús Rábade Paredes
- Cartografía, Arturo Regueiro
- En castellano: Diario de la lluvia, François Davó

1992
- Abandono da noite, Manuel Xosé Neira López
- Accésit: Fuxidíos, Eva Veiga
- En castellano: Del tiempo herido, Gonzalo Alonso-Bartol

1991
- A porta de lume, Xesús Manuel Valcárcel
- Accésit: Este é o tempo do sal, Xosé Manuel Millán Otero
- En castellano: Vuelta de hoja, Antonio Cáceres

1990
- Adeus Norte, Ramiro Fonte
- En castellano: Dolor a solas, Joaquín Benito de Lucas
- Accésit: Jazz, Beatriz Villacañas

1989
- No corazón mancado, Xosé Vázquez Pintor
- Accésit: Lapidario dos heterodoxos, Miguel Anxo Murado
- En castellano: Exposición, Olvido García Valdés

1988
- Celebración do gozo, Xavier Rodríguez Barrio
- Accésit: Val de Ramirás, Anxo Angueira
- En castellano: Cuaderno de ejercicicos, Joaquín Sánchez Vallés

1987
- Da muda primavera, Román Raña
- Accésit: Baleas e baleas Luisa Castro
- En castellano: El espíritu de Rembrandt, Carlos Casanova

1986
- Luminoso lugar de abatimento, Xosé María Álvarez Cáccamo
- Accésit: Os aposentos silenciados, Xavier Rodríguez Barrio
- En castellano: Traición del tiempo, Miguel Machalski

1985
- A caneiro cheo, Luis González Tosar
- Accésit: Fértil corpo do soño, Manuel Álvarez Torneiro
- En castellano: Atlántico, Ana Liste

1984
- Memorial de brancura, Miguel Anxo Fernán-Vello

1983
- Sétima soidade, Pilar Pallarés

1982
- A sombra dos pavillóns, Anxo Quintela

1981
- Camiño de Antioquía, Víctor Vaqueiro

- Datos: Q11700285